# 五一广场站 (长沙)
五一广场站位于中华人民共和国湖南省长沙市天心区、开福区及芙蓉区交界黄兴路、五一大道交叉口地下，是长沙地铁1号线与2号线的地铁换乘站，2010年7月10日动工，2013年底建成，2014年4月29日和2号线同时启用，2016年6月28日随1号线的开通成为换乘站。

## 车站结构
车站地下三层，位于十字路口下方，十字换乘。负一层为两线共用大厅；负二层为1号线的侧式月台，沿黄兴路南北向布置；负三层为2号线岛式月台，沿五一大道东西向布置。东北象限地下有两线的联络线。

### 楼层分布
| 地面      |                                     | 地铁出入口                            |  |
| 地下 一层 |                                     | 共用大厅、售票机、客服中心、商圈、ATM |  |
| 地下 二层 | 换乘层                              | 1号线与2号线换乘通道                  |  |
| 地下 二层 | 侧式站台，右侧车门将会开启          |                                       |  |
| 地下 二层 | 1号线列车往金盆丘 (下一站：培元桥)  |                                       |  |
| 地下 二层 | 1号线列车往尚双塘(下一站：黄兴广场) |                                       |  |
| 地下 二层 | 侧式站台，右侧车门将会开启          |                                       |  |
| 地下 二层 | 换乘层                              | 1号线与2号线换乘通道                  |  |
| 地下 三层 |                                     | 2号线列车往梅溪湖西(下一站：湘江中路) |  |
| 地下 三层 | 岛式站台，左侧车门将会开启          |                                       |  |
| 地下 三层 | 2号线列车往光达(下一站：芙蓉广场)   |                                       |  |

### 换乘方式
1号线两个侧式站台皆在站台中部设有扶梯和楼梯连接2号线站台，供乘客于两线间换乘。
2019年12月3日前，考虑到客流管控，换乘通道仅限2号线换乘1号线，1号线换乘2号线需绕行至站厅。
2019年12月3日，长沙地铁宣布五一广场站实行自由换乘模式，乘客可通过中部实行双向换乘。

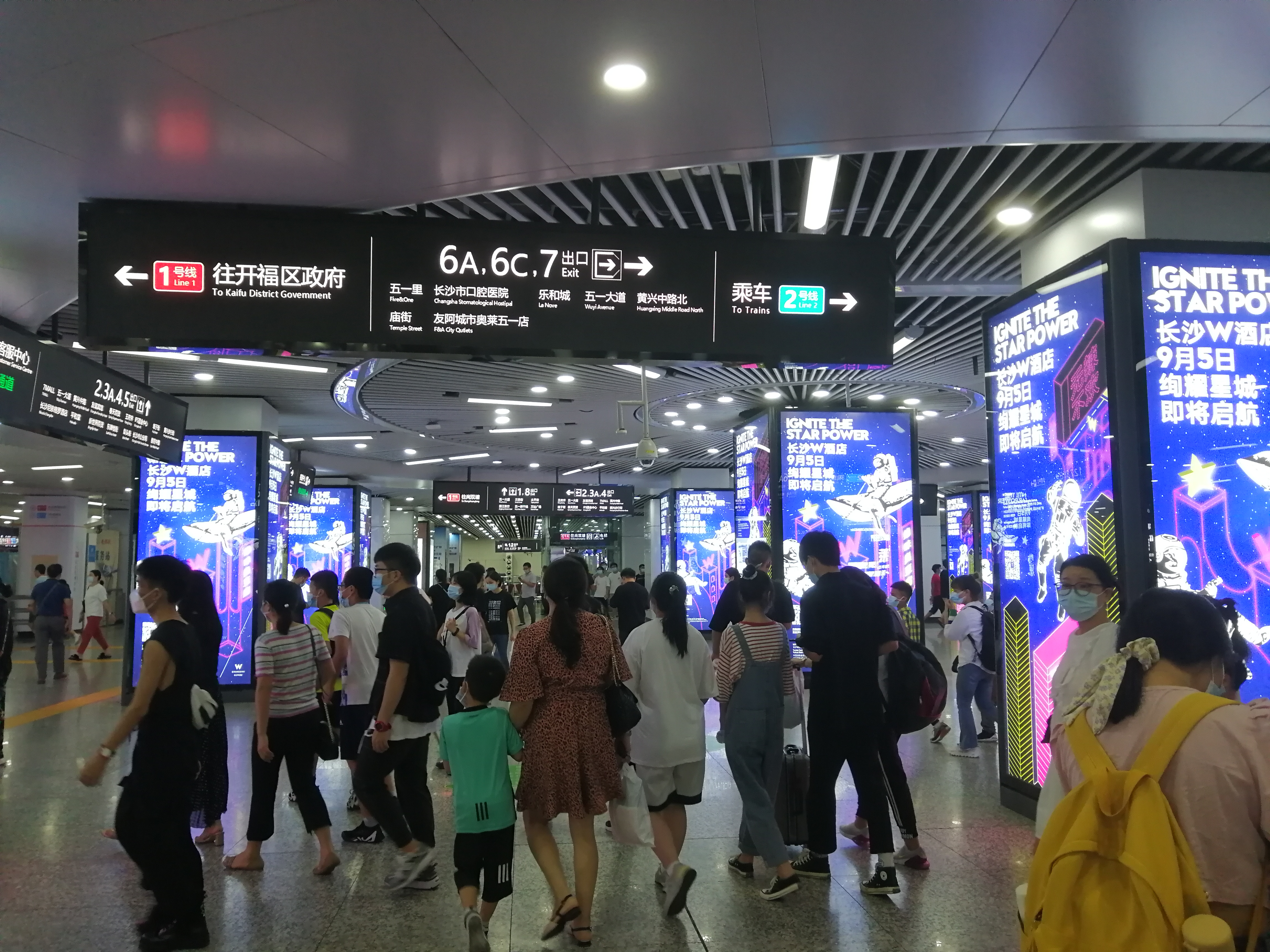
站厅
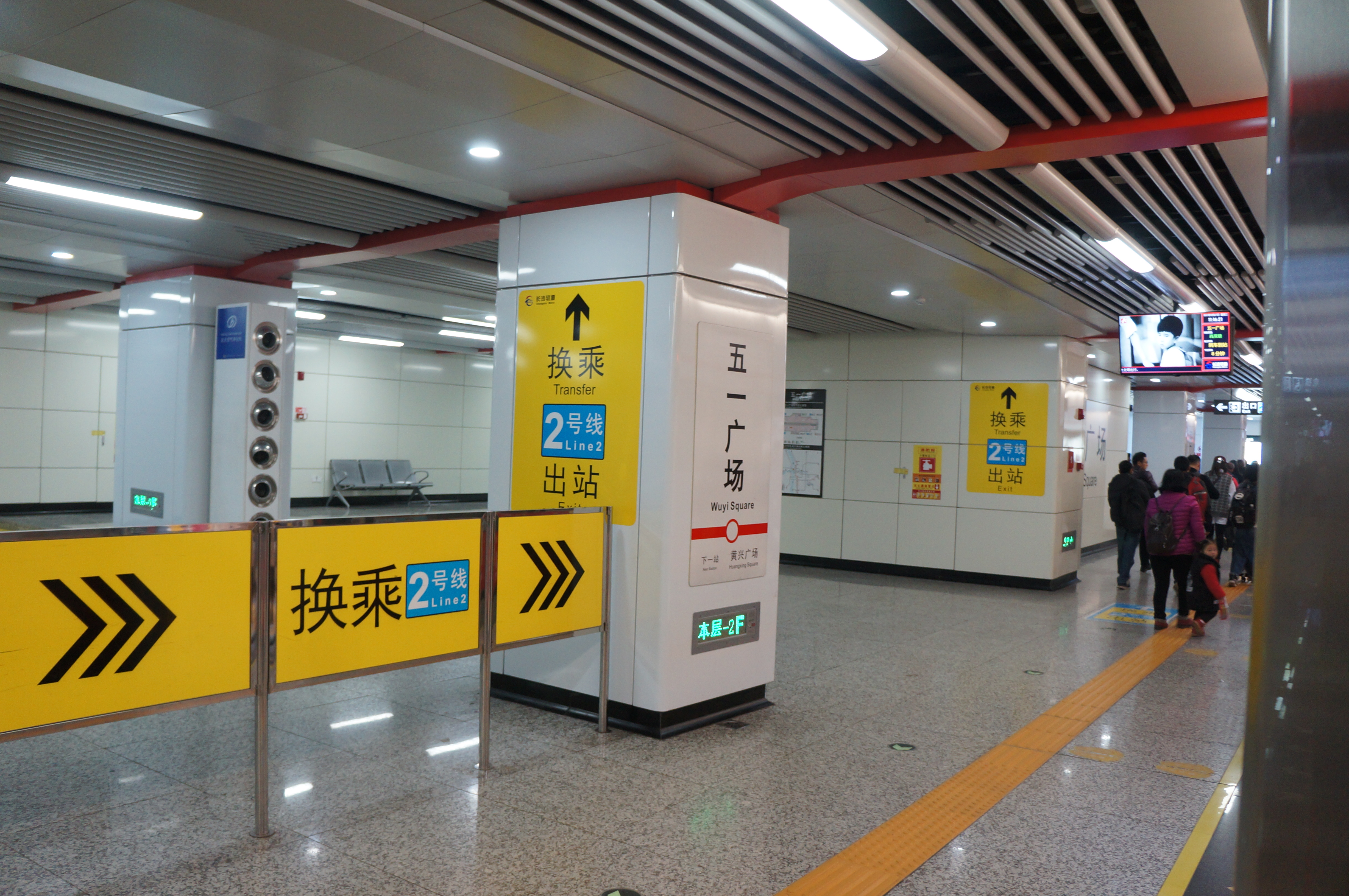
1号线月台 往尚双塘方向
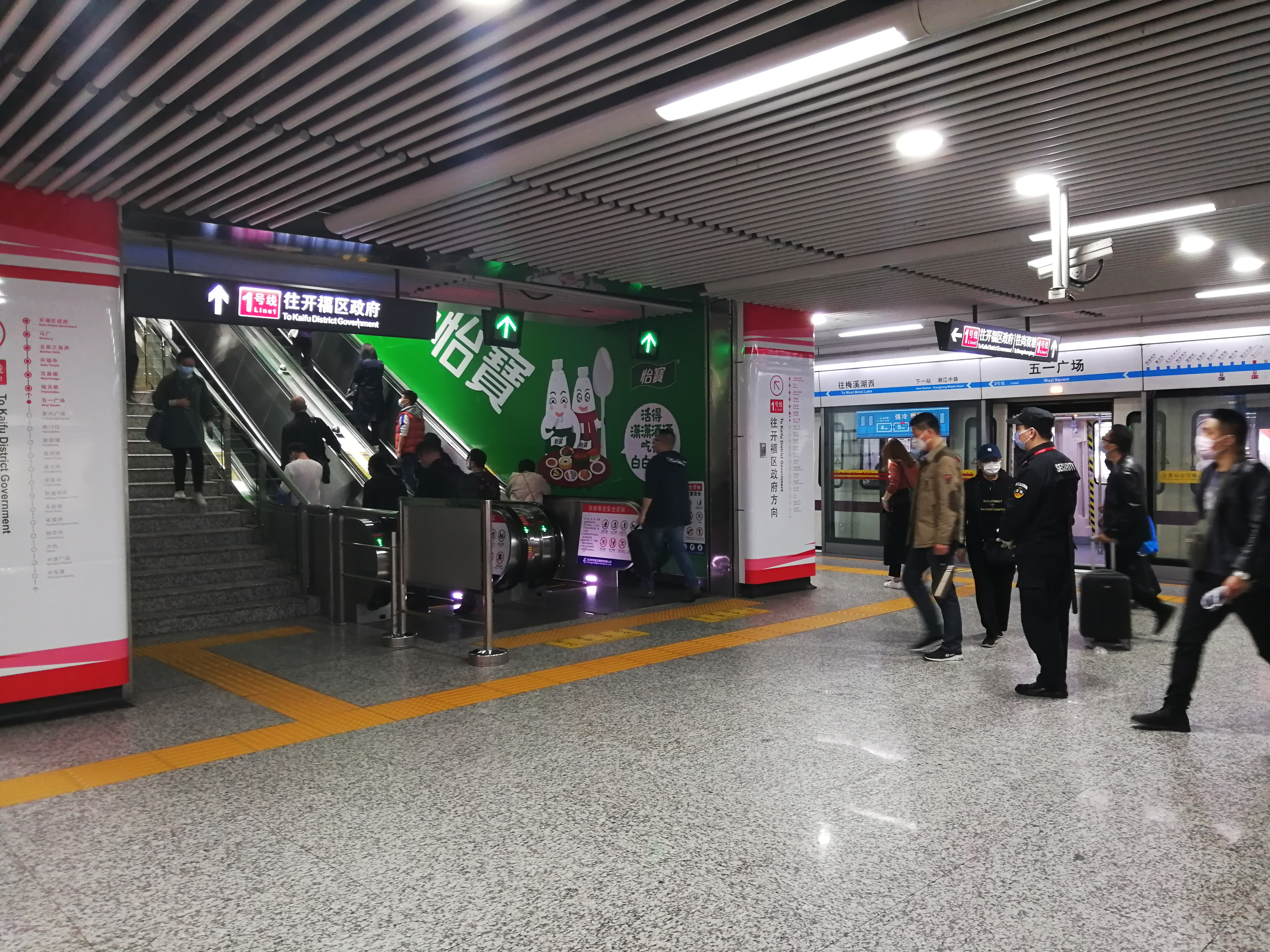
2号线和1号线 双向换乘扶梯

### 出口
该站于2025年1月10日至7月15日期间分批次进行了出口改造施工（除6A、6C口以外），原3A口于该站施工时就已拆除。
| 出口编号                  | 照片 | 无障碍设施 | 通往道路 | 可到达目的地 | 备注 |
| ------------------------- | ---- | ---------- | -------- | ------------ | ---- |
| 出口 · 1L · 扶手电梯标志  |      | 不適用     |          |              |      |
| 出口 · 2L                 |      | 不適用     |          |              |      |
| 出口 · 3L                 |      | 不適用     |          |              |      |
| 出口 · 4L · 扶手电梯标志  |      | 不適用     |          |              |      |
| 出口 · 5L · 扶手电梯标志  |      | 不適用     |          |              |      |
| 出口 · 6L · As            |      | 不適用     |          |              |      |
| 出口 · 6L · Cs            |      | 不適用     |          |              |      |
| 出口 · 6L · Ds            |      | 不適用     |          |              |      |
| 出口 · 7L                 |      | 不適用     |          |              |      |
| 出口 · 8L · 扶手电梯标志  |      | 不適用     |          |              |      |
| 註： 設有 \| 設有扶手電梯 |      |            |          |              |      |

## 车站周边

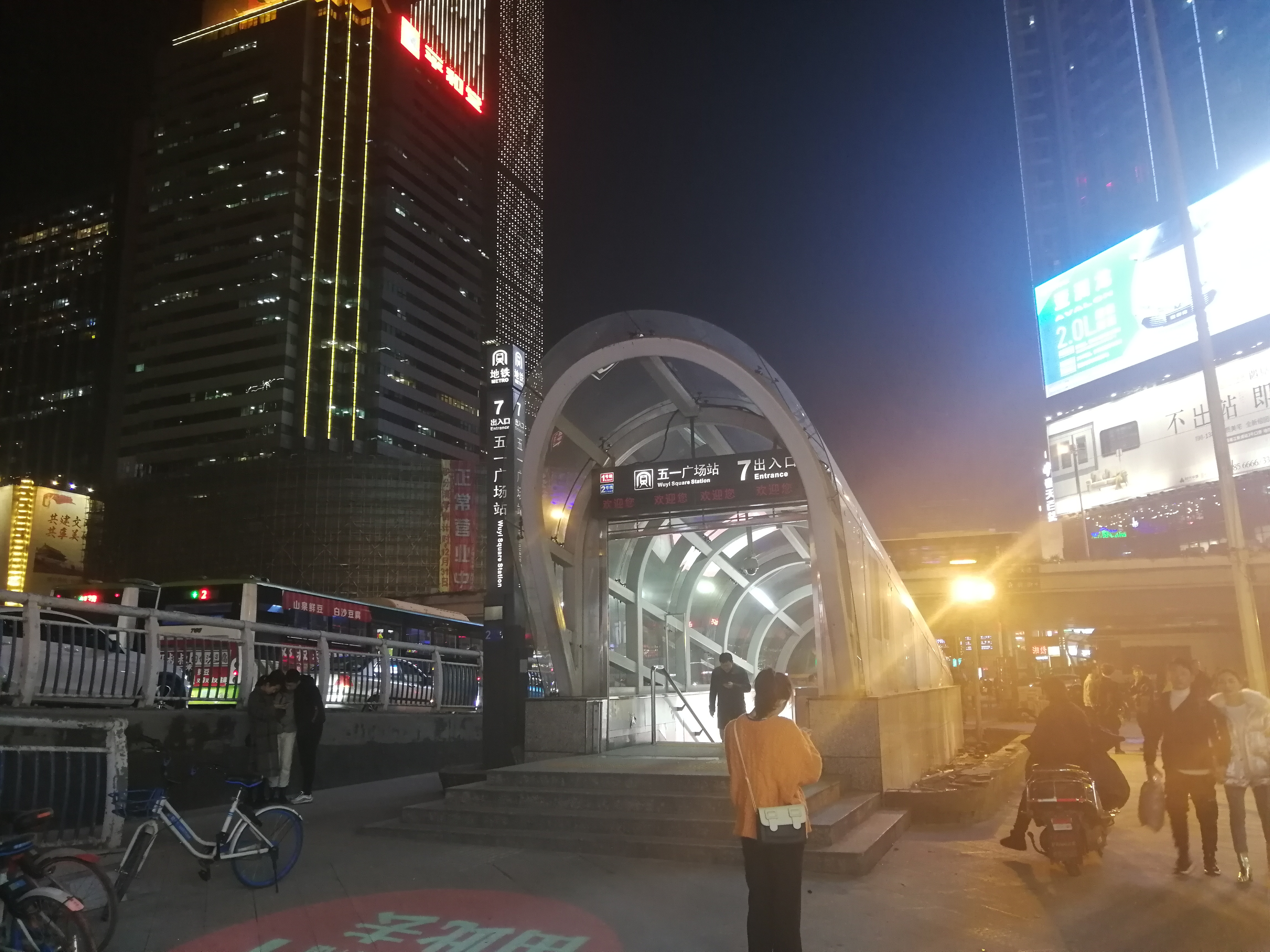
7號出口

- 黄兴南路步行商业街[7]
- 平和堂
- 王府井 (长沙)
- 九龙仓
- 711